# سيماء المزوغي
سيماء المزوغي ولدت في 5 سبتمبر 1984 بتونس العاصمة صحفية، إعلامية وكاتبة تونسية، كما أنها ناشطة حقوقية وكاتبة عمود في جريدة المغرب، كتبت العديد من المقالات والسير الشخصية والنصوص الأدبية حول قضايا الحريات الفردية والعامة وحقوق المرأة، عُرفت بدفاعها عن الأقليات والمضطهدين باسم بإختلافهم.

## المسيرة
عملت سيماء صحفيةً بجريدة المغرب (صحيفة يومية تونسية مستقلة) ثم رئيسة قسم الشؤون الثقافية إضافة إلى كتابة المقالات في الشأن السياسي التونسي وفي قضايا حقوق الإنسان والأقليات، واشتغلت مساعدة رئيس تحرير بمجلة أكاديميا التي كانت تصدرها جامعة منوبة.
كلفّت بمهمة في ديوان وزير الشؤون الثقافية محمد زين العابدين وترأست مكتب الإعلام والاتصال في الوزارة من عام 2016 إلى 2020، وأثناء عملها في وزارة الشؤون الثقافية التونسية، أشرفت إتصاليا على العديد من المؤتمرات والندوات واللقاءات على غرار، الاجتماع الأول لوزراء الثقافة لدول – الحوض الغربي للمتوسط، و(حوار 5+5 ثقافة) فيفري 2017، تونس حول موضوع الثقافة في خدمة التقارب والتنمية المتضامنة بين بلدان الحوض الغربي للمتوسط، ومؤتمر وزراء الثقافة العرب وندوة فكرية حول العقد العربي للحق الثقافي، كما أشرفت اتصاليا على الدورة الرابعة لمؤتمر الناشرين العرب بتونس (9-10 جانفي 2018) وعلى مؤتمر وزراء الثقافة العرب بتونس يوم 11 جانفي 2018، إضافة إلى التنظيم الإعلامي الدورة الرابعة لمؤتمر الناشرين العرب بتونس يومي 9 و10 جانفي 2018، وإلى مراسم الإعلان عن إطلاق العقد العربي للحق الثقافي 2018 – 2028، والمؤتمر الإسلامي الحادي عشر لوزراء الثقافة لسنتي 2020 – 2021، كما كانت المنسقة الصحفية لمهرجان المسرح العربي في دورته العاشرة التي أقيمت بتونس جانفي 2018، واشتغلت منسقة إعلامية في مهرجان قرطاج الدولي سنتي 2018 و2019، والمنسقة العامة للدورة الثانية من المعرض الوطني للكتاب التونسي 2019، وشاركت في تأسيس وتنظيم أيام قرطاج للإبداع الصحفي دورتين متتاليتين في سنتي 2018 و2019 بالإشتراك مع النقابة الوطنية للصحفيين التونسيين.

## الجوائز
الجائزة الوطنية للنقد الثقافي، أكتوبر 2019.